# Taiping dao (Daoismus)
Die daoistische messianische Bewegung Taiping dao (chinesisch 太平道) oder Bewegung des Großen Friedens, gegründet von Zhang Jiao und seinen Brüdern Zhang Bao und Zhang Liang, ist mit der Bewegung Fünf Scheffel Reis eine der beiden ersten bekannten daoistischen Bewegungen. Sie verehrte den Gelben Kaiser (Huangdi) und Laozi sowie die Schrift Taiping jing 太平經, von der sie ihren Namen hat. In den 170er und 180er Jahren verbreitete sie sich von Hebei aus rasch über andere Gegenden Zentral- und Ostchinas. 184 führte Zhang Jiao den Aufstand der Gelben Turbane an, der von den Han zerschlagen, aber den Untergang der Han-Dynastie beschleunigen sollte. Die kriegerischen Handlungen dauerten insgesamt über 20 Jahre.